# Trpeče
Trpeče (nemško Terpetzen) je naselje v Občini Velikovec v Okraju Velikovec na Koroškem v Avstriji.